# Leptodon procumbens
Leptodon procumbens là một loài Rêu trong họ Leptodontaceae. Loài này được (Müll. Hal.) A. Jaeger mô tả khoa học đầu tiên năm 1877.